# Spike Robinson
Spike Robinson, geboren als Henry Berthold Robinson (Kenosha, 16 januari 1930 - Writtle, 29 oktober 2001), was een Amerikaanse saxofonist (tenor) en elektro-ingenieur.

## Carrière
Spike Robinson begon op 12-jarige leeftijd met het spel op de saxofoon en kwam in 1948 bij de United States Navy, waar hij werd ingezet als muzikant. In 1950 was hij gestationeerd in het Verenigd Koninkrijk. Hij begon regelmatig op te treden met Britse muzikanten en werd onderdeel van de daar aanwezige bop-beweging, die optrad in de Londense club Club Eleven, verder in de Downbeat Club en Studio 51, waar hij met de toenmalig vooraanstaande Britse bopmuzikanten speelde, zoals Tommy Pollard, John Dankworth en Victor Feldman. In juni 1951 nam hij onder zijn eigen naam zes nummers op voor Esquire Records van Carlo Krahmer, maar keerde daarna terug naar de Verenigde Staten en verliet de marine. Vervolgens begon hij een opleiding als elektro-ingenieur in Colorado en werkte hij daarna tijdens de volgende 30 jaar in dit beroep. Hij trad echter nu en dan op als tenorsaxofonist in plaatselijke clubs. Tijdens deze periode werkte hij samen met Dave Grusin.
In 1981 nam Robinson voor de eerste keer op sinds zijn vertrek uit Londen. Hij werd begeleid door een band om Victor Feldman. In 1984 volgde een eerste grote tournee door het Verenigd Koninkrijk. Het succes van verdere tournees motiveerde hem om verdere albums op te nemen onder zijn naam voor Discovery Records, Hep Records en Concord Records. Hij werkte nu voornamelijk met Britse muzikanten, zoals de saxofonist Dick Morrissey, de pianist Bill Le Sage, de bassist Alec Dankworth en drummer Bill Eyden. Eind jaren 1980 en begin jaren 1990 speelde hij in clubs en trad hij op bij festivals in het Verenigd Koninkrijk, werkte hij met muzikanten van het mainstream-circuit, zoals Ken Peplowski, Jack van Poll en Jeff Clayton en toerde hij door Europa en delen van de Verenigde Staten. In 1990 trad hij voor de eerste keer op in New York.
Ofschoon hij kwam uit de bop, werd Robinson vooral bekend als ballade-vertolker van het Great American Songbook. Digby Fairweather vergeleek hem qua stijl met Zoot Sims. Richard Cook vergeleek hem met Lester Young.

## Overlijden
Spike Robinson overleed in oktober 2001 op 71-jarige leeftijd.

## Discografie
- 1984: Spike Robinson - Eddie Thompson Trio At Chesters Volumes 1 & 2 (Hep Records, met Len Skeat, Jim Hall
- 1985: It's A Wonderful World (Capri Records)
- 1987: Plays Gershwin (Hep Records)
- 1991: Spike Robinson & George Masso Play Arlen (Hep Records)
- 1981, 1994Plays Harry Warren (Hep Records, 1981–94)
- 1998: Live at the Bull - Tribute Vols. 1-2 Dick Morrissey, Spike Robinson, Bill Le Sage, Bill Eyden en Alec Dankworth

- Bibliothèque nationale de France: cb139489173 (data)
- Gemeinsame Normdatei: 134772857
- International Standard Name Identifier: 0000 0001 1064 4916
- Library of Congress Control Number: n90714043
- MusicBrainz: dd6f4d94-772e-4589-8691-53f83ad1bdb1
- Virtual International Authority File: 58247272
- WorldCat: E39PBJd87fXDKvP9rvqmTvkkXd